# (780) Armenia
(780) Armenia es un asteroide perteneciente al cinturón de asteroides descubierto el 25 de enero de 1914 por Grigori Nikoláievich Neúimin desde el observatorio de Simeiz en Crimea.
Está nombrado por Armenia, una antigua región de Asia entre los mares Caspio y Negro.